# Michael Beaney
Michael Beaney (* 1959 in Melton) ist ein britischer Philosoph. 2020 wurde er zum Regius Professor of Logic an der University of Aberdeen berufen. Parallel zu dieser Professur hält Beaney die Professur für Geschichte der analytischen Philosophie an der Humboldt-Universität Berlin.

## Leben
Beaney schloss sein Studium der Philosophy, Politics and Economics am St Catherine’s College der University of Oxford ab, wo er B.Phil und D.Phil in Philosophie erwarb. Als wissenschaftlicher Mitarbeiter wechselte er 1986 an die University of Sheffield, wo er bis 1988 blieb. 1990 nahm er seine Tätigkeit am Birkbeck College auf, von wo er 1992 an die University of Leeds wechselte. 1998 wechselte er an die University of Manchester. Von 1999 bis 2000 arbeitete Beaney im Rahmen eines Humboldt-Forschungsstipendiums an der Universität Erlangen.
2000 bis 2005 war Beaney an der Open University tätig. 2005 übernahm er an der University of York eine Position als Reader für Philosophie. Ohne seine Tätigkeit in York aufzugeben führte ihn ein erneutes Humboldt-Forschungsstipendium von 2006 bis 07 an die Universität Jena 2009 wurde er zum Professor an gleicher Stelle berufen.
Gastprofessuren führten Beaney 2011 an die Universität Peking und 2013 und 2014 an die Beijing Normal University.

## Forschung und Lehre
Beaney genießt internationale Anerkennung für seine Arbeiten über die Geschichte der analytischen Philosophie, insbesondere zu Frege, Wittgenstein und Collingwood.
Neben seiner Forschungstätigkeit wirkt Beaney auch als Herausgeber des British Journal for the History of Philosophy.

## Bibliographie

### Bücher
- 1996: Frege: Making Sense
- 1997: The Frege Reader
- 2005: Imagination and Creativity
- 2005: Critical Assessments of Leading Philosophers; 4 Bände, mit Erich Reck
- 2007: The Analytic Turn: Analysis in Early Analytic Philosophy and Phenomenology
- 2019: Aspect Perception after Wittgenstein

### Kapitel
- 2006: Wittgenstein on language: From simples to samples in Barry C. Smith (Hrsg.), The Oxford Handbook of Philosophy of Language
- 2008: Analysis in Stanford Encyclopedia of Philosophy (2008)
- 2008: Wittgenstein on Language in Ernest Lepore und Barry C. Smith (Hrsg.), The Oxford Handbook of Philosophy of Language
- 2013: The Historiography of Analytic Philosophy in The Oxford Handbook of the History of Analytic Philosophy

### Artikel
- 2018: Twenty-Five Years of the British Journal for the History of Philosophy in British Journal for the History of Philosophy 26 (1):1-10
- 2020: Two Dogmas of Analytic Historiography in British Journal for the History of Philosophy 28 (3):594-614